# Dean Henderson
Dean Henderson (ur. 12 marca 1997 w Whitehaven) – angielski piłkarz występujący na pozycji bramkarza w Crystal Palace oraz w reprezentacji Anglii. Wicemistrz Europy z 2021 roku.

## Kariera klubowa
Henderson dołączył do akademii Manchesteru United w wieku 14 lat.
12 stycznia 2016 roku został wysłany na miesięczne wypożyczenie do Stockport County, podczas którego rozegrał 9 meczów.
22 lutego 2016 roku trafił po raz pierwszy na ławkę rezerwowych seniorskiej drużyny Manchesteru United w wygranym 3:0 meczu Pucharu Anglii przeciwko Shrewsbury Town.
31 sierpnia 2016 roku został wypożyczony do Grimsby Town.
W Manchesterze United zadebiutował 22 września 2020 roku w wygranym 0:3 meczu przeciwko Luton Town, rozgrywając całe spotkanie.
2 lipca 2022 roku został wypożyczony przez Nottingham Forest.
31 sierpnia 2023 roku przeszedł do Crystal Palace.

## Kariera reprezentacyjna
11 czerwca 2017 roku wraz z Reprezentacją Anglii do lat 20 sięgnął po Mistrzostwo Świata, gdzie w finale pokonali Wenezuelę 1:0.
W reprezentacji Anglii zadebiutował 12 listopada 2020 roku w wygranym 3:0 meczu przeciwko reprezentacji Irlandii, zmieniając w przerwie Nicka Pope'a.

## Statystyki

### Klubowe
(aktualne na dzień 3 września 2023)
| Klub                     | Sezon              | Liga               | Liga  | Liga   | Puchar Anglii | Puchar Anglii | Puchar ligi | Puchar ligi | Europa | Europa | Inne  | Inne   | Suma  | Suma   |
| Klub                     | Sezon              | Liga               | Mecze | Bramki | Mecze         | Bramki        | Mecze       | Bramki      | Mecze  | Bramki | Mecze | Bramki | Mecze | Bramki |
| ------------------------ | ------------------ | ------------------ | ----- | ------ | ------------- | ------------- | ----------- | ----------- | ------ | ------ | ----- | ------ | ----- | ------ |
| Manchester United        | 2015/16            | Premier League     | 0     | 0      | 0             | 0             | 0           | 0           | 0      | 0      | –     | –      | 0     | 0      |
| Stockport County (wyp.)  | 2015/16            | Conference North   | 9     | 0      | 0             | 0             | –           | –           | –      | –      | 0     | 0      | 9     | 0      |
| Manchester United        | 2016/17            | Premier League     | 0     | 0      | 0             | 0             | 0           | 0           | 0      | 0      | 0     | 0      | 0     | 0      |
| Grimsby Town (wyp.)      | 2016/17            | League Two         | 7     | 0      | 0             | 0             | 0           | 0           | –      | –      | 0     | 0      | 7     | 0      |
| Shrewsbury Town (wyp.)   | 2017/18            | League One         | 38    | 0      | 2             | 0             | 1           | 0           | –      | –      | 7     | 0      | 48    | 0      |
| Sheffield United (wyp.)  | 2018/19            | Championship       | 46    | 0      | 0             | 0             | 0           | 0           | –      | –      | 0     | 0      | 46    | 0      |
| Sheffield United (wyp.)  | 2019/20            | Premier League     | 36    | 0      | 4             | 0             | 0           | 0           | –      | –      | –     | –      | 40    | 0      |
| Manchester United        | 2020/21            | Premier League     | 13    | 0      | 4             | 0             | 4           | 0           | 5      | 0      | –     | –      | 26    | 0      |
| Manchester United        | 2021/22            | Premier League     | 0     | 0      | 1             | 0             | 1           | 0           | 1      | 0      | –     | –      | 3     | 0      |
| Nottingham Forest (wyp.) | 2022/23            | Premier League     | 18    | 0      | 0             | 0             | 2           | 0           | –      | –      | –     | –      | 20    | 0      |
| Crystal Palace           | 2023/24            | Premier League     | 0     | 0      | 0             | 0             | 0           | 0           | –      | –      | –     | –      | 0     | 0      |
| Ogólnie w karierze       | Ogólnie w karierze | Ogólnie w karierze | 167   | 0      | 11            | 0             | 8           | 0           | 6      | 0      | 7     | 0      | 199   | 0      |

## Sukcesy

### Reprezentacja
- Wicemistrzostwo Europy 2020, 2024
- Mistrzostwo Świata U-20: 2017